# Rioppia nodulifera
Rioppia nodulifera är en kvalsterart som beskrevs av Balogh och Sandór Mahunka 1977. Rioppia nodulifera ingår i släktet Rioppia och familjen Machadobelbidae. Inga underarter finns listade i Catalogue of Life.